# Direito internacional e colônias em territórios sob ocupação israelense

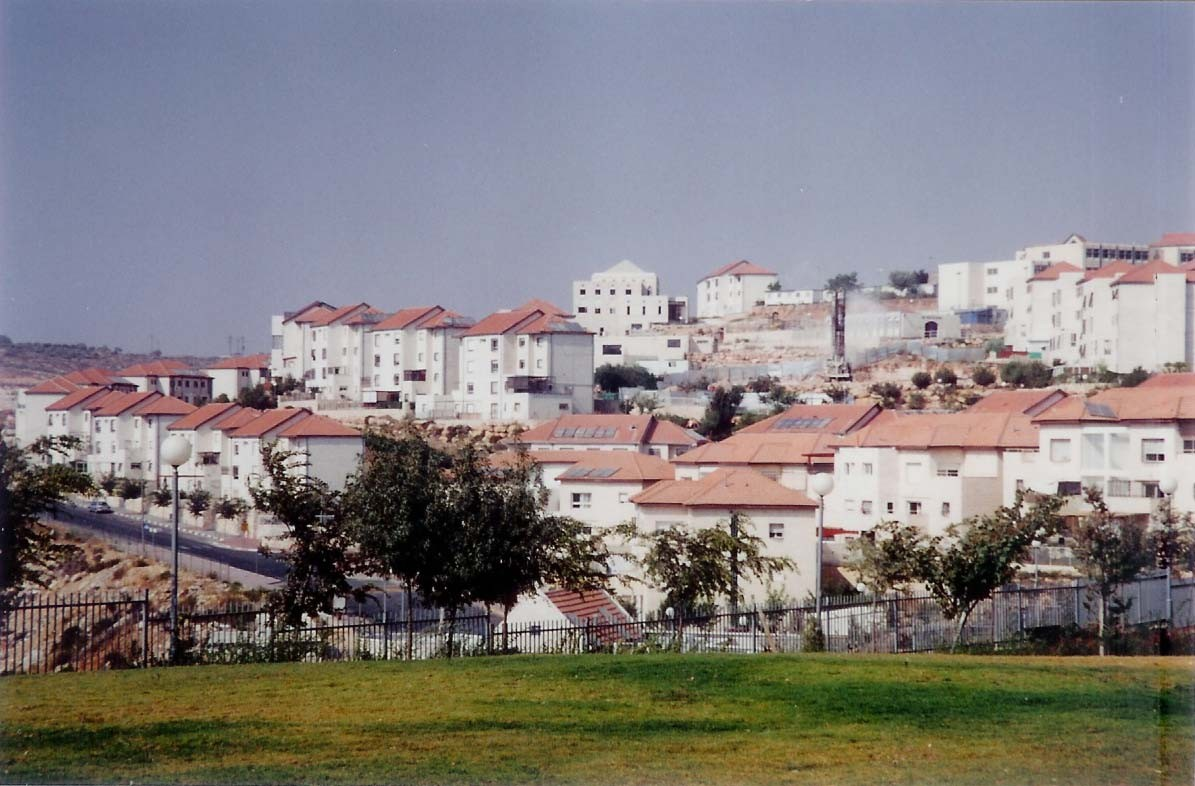
A cidade de Beitar Illit construída na Cisjordânia sob ocupação israelense.

O direito internacional considera ilegal o estabelecimento de assentamentos israelenses nos territórios ocupados por Israel com base em um de dois fundamentos: que eles violam o Artigo 49 da Quarta Convenção de Genebra ou que estão em desacordo com declarações internacionais. O Conselho de Segurança das Nações Unidas, a Assembleia Geral das Nações Unidas, o Comitê Internacional da Cruz Vermelha, a Corte Internacional de Justiça e as Altas Partes Contratantes da Convenção afirmaram que a Quarta Convenção de Genebra se aplica aos territórios ocupados por Israel.
Numeras resoluções da ONU e a opinião internacional predominante sustentam que os assentamentos israelenses na Cisjordânia, Jerusalém Oriental e nas Colinas de Golã são uma violação do direito internacional, incluindo resoluções do Conselho de Segurança da ONU em 1979, 1980, e 2016. A Resolução 446 do Conselho de Segurança da ONU refere-se ao Quarto Convenio de Genebra como o instrumento legal internacional aplicável e pede a Israel que se abstenha de transferir sua própria população para os territórios ou de mudar sua composição demográfica. 126 Representantes na Conferência Reconvocada das Altas Partes Contratantes das Convenções de Genebra em 2014 declararam os assentamentos ilegais, assim como o principal órgão judicial da ONU, a Corte Internacional de Justiça, e o Comitê Internacional da Cruz Vermelha. A Resolução 2334 do Conselho de Segurança das Nações Unidas, que foi aprovada por 14-0 com a abstenção dos Estados Unidos, declarou que a atividade de assentamento de Israel nos territórios palestinos ocupados, incluindo Jerusalém Oriental, "não tem validade legal e constitui uma violação flagrante do direito internacional" e exigiu que Israel "cesse imediata e completamente todas as atividades de assentamento".
Israel tem consistentemente argumentado que os assentamentos não violam o Quarto Convenio de Genebra, já que, em sua visão, os cidadãos israelenses não foram deportados ou transferidos para os territórios e não podem ser considerados "território ocupado", uma vez que não houve um soberano legalmente reconhecido anteriormente. Governos israelenses sucessivos argumentaram que todos os assentamentos autorizados são totalmente legais e estão de acordo com o direito internacional. Na prática, Israel não aceita que o Quarto Convenio de Genebra se aplique de jure, mas declarou que, em questões humanitárias, governará essas áreas de fato por suas disposições, sem especificar quais são. A maioria dos acadêmicos de direito considera que os assentamentos violam o direito internacional, enquanto outros têm opiniões divergentes que apoiam a posição israelense. A própria Suprema Corte de Israel nunca abordou a questão da legalidade dos assentamentos.
O estabelecimento dos assentamentos foi descrito por alguns especialistas em direito como um crime de guerra de acordo com o Estatuto de Roma e está atualmente sob investigação como parte da investigação da Corte Penal Internacional na Palestina.